# Jughead
"Jughead" es el tercer episodio de la quinta temporada de la serie de televisión Lost, de la cadena ABC. Elizabeth Sarnoff y Paul Zbyszewski fueron los encargados de elaborar el guion, mientras que Rod Holcomb se ocupó de la dirección. Fue emitido el 28 de enero de 2009 en Estados Unidos y Canadá.
Desmond Hume va a la Universidad de Oxford en busca de una mujer que puede ser la clave para que Daniel Faraday pare el movimiento errático de la isla. Por su parte, John Locke descubre la identidad de las fuerzas que están atacando a los supervivientes.

## Trama
Tras recordar que Daniel Faraday le había dicho en la isla que buscara a su madre, Desmond Hume va a la Universidad de Oxford para encontrarla. En su antiguo laboratorio, Desmond encuentra una foto de Faraday con una mujer joven y decide visitarla con el fin de encontrar respuestas; no obstante, ella está en coma y su hermana le informa a Desmond que su suegro, Charles Widmore, estaba subvencionando la investigación de Faraday. En Industrias Widmore, Charles le indica donde se encuentra la madre de Faraday y le aconseja que se mantenga alejado del asunto.
Mientras tanto, los supervivientes que se quedaron en la isla descubren que están en 1954 y que sus atacantes son "los Otros" de aquella época, quienes les habían confundido con soldados estadounidenses que venían a recuperar una bomba de hidrógeno llamada Jughead. Sawyer, Juliet y Locke, logran capturar a dos, uno de los cuales resulta ser Charles Widmore, quien mata a sangre fría a su compañero para que no hable y luego logra huir. Locke lo sigue hasta el campamento, donde está Richard Alpert, a quien entrega una brújula y le dice que viene del futuro y que le indica que lo encontrará recién nacido en 1956.
El equipo del carguero, Faraday, Charlotte y Miles son capturados por un grupo de Los Otros, encabezado por Elli (interpretada por Alexandra Krosney). Alpert les dice que ya mató a 15 soldados que iban a hacer explotar la bomba atómica. Faraday se ofrece para desactivar la bomba.
Los continuos saltos en el tiempo comienzan a ocasionar el síndrome ya apreciado en el carguero. la más grave es Charlotte, quien sangra copiosamente por la nariz y pierde el conocimiento.

## Reparto
- Henry Ian Cusick como Desmond Hume.
- Jeremy Davies como Daniel Faraday.
- Josh Holloway como James "Sawyer" Ford.
- Ken Leung como Miles Straume.
- Elizabeth Mitchell como Juliet Burke.
- Terry O'Quinn como John Locke.